# 21422 Алексакері
21422 Алексакері (1998 FL78, 1999 TD96, 21422 Alexacarey) — астероїд головного поясу, відкритий 24 березня 1998 року.
Тіссеранів параметр щодо Юпітера — 3,674.